# Nightswimming (film)
Nightswimming è un cortometraggio del 2010 diretto da Dominic Leclerc.
Il corto è contenuto anche nel film antologico Boys on Film 8: Cruel Britannia (2012)

## Trama
In cerca di un posto caldo dove dormire, Luke ed Ellen penetrano in una vecchia piscina in stile vittoriano. Martin, il guardiano, permette loro di restare a patto che non facciano danni. Ben presto tra i tre verrà a crearsi una strana situazione sentimentale.